# Кузнецов, Святослав Петрович
Святосла́в Петро́вич Кузнецо́в (10 июня 1930, Ленинград, СССР — 30 апреля 1992, Рим, Италия) — артист балета, балетмейстер и балетный педагог, солист Ленинградского театра оперы и балета им. Кирова. Заслуженный артист РСФСР (1966), профессор.

## Биография
Святослав Кузнецов родился в семье актёра театра и кино Петра Васильевича Кузнецова и Инны Сергеевны Короглуевой. Дед Святослава — поставщик Императорского двора, Василий Кузнецов.
В 1950 году окончил Ленинградское хореографическое училище. После выпуска был принят в балетную труппу Ленинградского театра оперы и балета им. Кирова, где танцевал до 1970 года.
В 1969 году окончил искусствоведческий факультет Академии художеств. В 1971—1973 годах был главным балетмейстером Ленинградского театра музыкальной комедии.
В 1972—1992 годах преподавал в Ленинградском институте театра, музыки и кинематографии. Доцент, затем профессор, заведующий кафедрой сценического движения, декан факультета драматического искусства.

### Личная жизнь
Святослав Кузнецов был дважды женат. Первой супругой была балерина Татьяна Вечеслова. Их сын, Андрей Кузнецов-Вечеслов, стал впоследствии балетмейстером. Внук - художником, а правнучка - танцовщицей. Второй супругой была балерина Инна Зубковская

## Творчество

### Репертуар
- 1955 — Андрий, «Тарас Бульба» В.П. Соловьёва-Седого, балетмейстер Б. А. Фенстер.
- 1956 — Гармодий, «Спартак» А. И. Хачатуряна, балетмейстер Л. В. Якобсон.
- 1960 — Звездич, «Маскарад», балетмейстер Б. А. Фенстер.
- Альберт («Жизель»), Зигфрид («Лебединое озеро»), Базиль («Дон Кихот»), Абдерахман («Раймонда»), Ромео («Ромео и Джульетта»), Армен («Гаянэ»), Евгений («Медный всадник»). Особое место в сценической карьере артиста заняла партия Яго в балете «Отелло»:

«Роль Яго стала „звездным часом“ Кузнецова в балетах хореодрамы. Пластическую походку Яго, которую хореограф заимствовал из грузинских танцев, Кузнецов превратил в мягкую, „кошачью“ поступь человека, который умышленно хочет оставаться в тени. Яго Кузнецова стал центром спектакля, с его появлением все приходило в движение. Кузнецов даже вне танца не ходил, а вихрем бесшумно носился по сцене: страстная душа Яго не находила покоя. Яго Кузнецова не был интриганом, он являлся Великим Честолюбцем, неудавшимся Наполеоном. Танцовщик сам придумал и сам делал свой грим: и лицу, и прическе Яго артист придавал сходство с портретами знаменитого полководца. При этом Кузнецов по-прежнему сохранял мрачную романтическую красоту во внешнем облике Яго: красота была для артиста высшим назначением искусства.» — Нина Аловерт, «Русский Базар»

### Постановки
- 1977 — «Сказка о попе и о работнике его Балде» (совместно с Андреем Кузнецовым-Вечесловым), Петрозаводский музыкальный театр

### Фильмография
- 1953 — Алеко (фильм-опера) — молодой цыган
- 1967 — Дорога домой — поручик Демба
- 1970 — Барышня и хулиган — атаман
- 1976 — Небесные ласточки — танцор, партнёр Корины (Л. М. Гурченко)
- 1977 — Галатея (фильм-балет) — полковник Пиккеринг
- 1985 — Документ Р — Эд Шредер
- 1986 — Там, где нас нет — Олег Олегович
- 1988 — Фуэте (режиссёры Борис Ермолаев и Владимир Васильев) — главный балетмейстер театра